# Gleviceras
Gleviceras es un género de amonites (orden Ammonitida) que vivió durante el período Jurásico Temprano, que se encuentra en Canadá, Hungría, México y el Reino Unido.
Glevumites Buckman 1924, Guibaliceras Buckman 1918, Riparioceras Schindewolf 1962, Tutchericeras Buckman 1919 y Victoriceras Buckman 1918 se consideran sinónimos.

## Descripción
Las Gleviceras produjeron conchas involutas comprimidas lateralmente con un pequeño ombligo, nervaduras sinuosas poco espaciadas y una quilla afilada a lo largo del venter. La sutura en amonítico con lóbulos complejos estrechos y profundos. Es similar a las Oxynoticeras excepto por ser menos estrecho y tener un venter más redondeado. Fastigiceras se diferencia principalmente por tener un ombligo ocluido.

## Taxonomía
Gleviceras fue descrita por Buckman en 1918 y está incluida en la familia Oxynoticeratidae y en la superfamilia Psiloceratoidea. Las especies incluyen:
- Gleviceras doris Reynes, 1879
- Gleviceras guibalianum D'orbigny, 1844
- Gleviceras iridescens Tutcher and Trueman, 1925
- Gleviceras lotharingius Reynes, 1879
- Gleviceras palomense Erben, 1956

Gleviceras está estrechamente relacionada con los géneros Cheltonia, Hypoxynoticeras, Oxynoticeras, Paracymbites, Paroxynoticeras, Radstockiceras y Slatterites.